# Bistum Diébougou
Das Bistum Diébougou (lateinisch Dioecesis Diebuguensis, französisch Diocèse de Diébougou) ist eine in Burkina Faso gelegene römisch-katholische Diözese mit Sitz in Diébougou.

## Geschichte
Das Bistum Diébougou wurde am 18. Oktober 1968 durch Papst Paul VI. mit der Apostolischen Konstitution Evangelicae voces aus Gebietsabtretungen des Bistums Bobo-Dioulasso errichtet und dem Erzbistum Ouagadougou als Suffraganbistum unterstellt.
Am 5. Dezember 2000 wurde das Bistum Diébougou dem Erzbistum Bobo-Dioulasso als Suffraganbistum unterstellt. Das Bistum Diébougou gab am 30. November 2011 Teile seines Territoriums zur Gründung des Bistums Gaoua ab.

## Bischöfe von Diébougou
- Jean-Baptiste Kpiéle Somé, 1968–2006
- Raphaël Kusiélé Dabiré, seit 2006